# Crawford Long
Crawford Williamson Long, ameriški zdravnik in farmacevt, * 1. november 1815, Danielsville, Georgia, Združene države Amerike, † 16. junij 1878, Athens.
Long je znan predvsem kot pionir anestezije z dietil etrom za operacije. 30. marca 1842 je uspešno uporabil dietil eter pri odstranjevanju tumorja z vratu pacienta in kasneje še pri več drugih operacijah. Štiri leta kasneje je enak postopek uporabil kirurg William Morton. Longovo delo je bilo takrat znano le ozkemu krogu sodelavcev, zato je Morton, ki je operacijo izvedel javno, dolgo časa zmotno veljal za prvega.